# Dora Dolly
Dora Dolly (Buenos Aires, Argentina; 1907 - Buenos Aires, Argentina; 1993) fue una actriz de cine y teatro argentina. Además tuvo una labor como locutora, como política y candidata a diputada.

## Carrera
Dora Dolly se destacó en la escena argentina principalmente durante los años 1920 y 1930, incursionando en el teatro y la cinematografía durante la época de oro del cine argentino.
Criada desde muy chica en un humilde hogar del barrio porteño de Almagro, hija de jose Russo, un italiano de Calabria, de profesión carpintero ebanista, y de Inés moyano, cocinera argentina. Tuvo 6 hermanos (eran 6 mujeres y un varón apodado Toto) , entre ellos a su hermana menor Felisa Isabel Russó, fue una destacada modista de famosos como Luis Sandrini, trabajo  también en dos casas de modas francesas: Madam carrò y Madam renault. Su padre murió en 1956 y su madre en 1970 fallecida en Almagro.

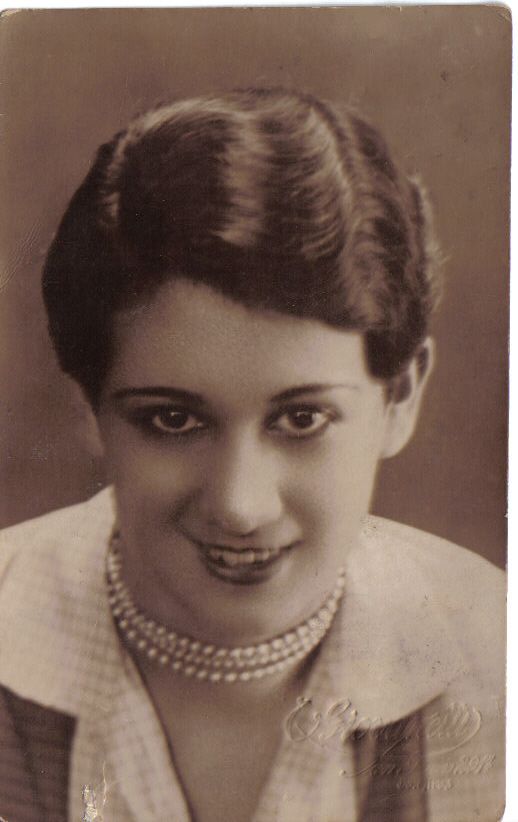
Hermana de la Actriz Dora Dolly

Se dijo que cuando Eva Duarte llegó de los Toldos y antes de que conociera a Juan Domingo Perón durmió en la casa de su hermana.
En la pantalla grande actuó en su única participación fílmica, Murió el sargento Laprida de 1937, interpretado por Mario Danesi y Celia Gámez  en el papel de Florentina.
Entre las diversas compañías teatrales que integró se destaca la Gran Compañía de Comedias Musicales León Zárate, con dirección de Ivo Pelay; y la Compañía de Elías Alippi y Enrique Muiño.
También trabajó como locutora en Radio Stentor, y tuvo una marcada labor como política. Estudio inglés y profesorado de Educación democrática, siendo candidata a diputada nacional por el Partido Radical (UCR) en la década de 1940 y presidenta del comité radical.
Fue amiga de grandes de la escena como Leonor Rinaldi y su marido Gerardo Chiarella, Irma Córdoba, Luisa Vehil, Miguel Ángel Solá, Mirtha Legrand, entre otras. Compartió escenario con Carlos Bouhier, Elsa O'Connor, Ana Arneodo, Consuelo Abad y Héctor Ugazio.
Gran hincha de Racing Club, se rumoreó que los jugadores Natalio Perinetti y Pedro Ochoa (Ochoíta), dos de las leyendas del fútbol argentino de la era amateur del Mundial del '30, le "teriraron el ala" debido a su gran atractivo en su época de locutora.
En su vida privada estuvo cada con Mario Lizarraga. Aunque nunca tuvo hijos crio a dos niñas italianas como si fueran sus propias hijas, chicas que fueron regaladas por una inmigrante italiana y que llevaron como nombre Ana y Nela Virgillitto. Coqueta y muy simpática llegó a tener un perrito de raza York que se llamaba Giuliano, era uno de los tres únicos de esa raza en Argentina por aquel entonces, los otros lo tenían Pipo Mancera y la modelo Cuca.
Nació en Capital Federal en 1907, falleció en el barrio de Belgrano en 1993  a los 76 años de edad debido a un Infarto agudo de miocardio. Existe un ateneo que lleva su verdadero nombre Dora Russo.

## Filmografía
- 1937: Murió el sargento Laprida.

## Teatro
- 1924: ¡Una de tantas!..., estrenada en el Teatro Maipo.[2]
- 1932: Se precisa un guapo, con Pepita Battaglia, Ada Cornaro, Carmen Giménez, Enrique Muiño, Sebastián Chiola, Luis Sandrini y Florindo Ferrario, Cayetano Biondo y F. Mileo.
- 1933: El teatro soy yo.
- 1934: El Gran Dios Brown.
- 1934: La mujer olvidada.
- 1938: No hay Suegra como la Mía, junto con Leonor Rinaldi y Eva Duarte.
- 1939: La hermana Josefína.